# Парламентские выборы во Франции (1906)
Парламентские выборы во Франции 1906 года были 9-ми парламентскими выборами Третьей республики и проходили 6 мая (первый тур) и 20 мая (второй тур). Левые получили подавляющее большинство: 411 из 585 мест.

## Результаты
| Партия                                     | Места |
| ------------------------------------------ | ----- |
| Французская секция Рабочего Интернационала | 54    |
| Независимые социалисты                     | 20    |
| Радикал-социалисты                         | 132   |
| Независимые радикалы                       | 115   |
| Левые республиканцы                        | 90    |
| Народно-либеральное действие и монархисты  | 78    |
| Республиканская федерация                  | 67    |
| Либералы                                   | 66    |
| Националисты                               | 30    |
| Всего                                      | 585   |